# Рахово (дем Зиляхово)
Вижте пояснителната страница за други значения на Рахово.
Ра̀хово или Ра̀хова (на гръцки: Μεσορράχη или Μεσοράχη, Месорахи, до 1927 Ράχωβα, Рахова) е село в Гърция, дем Зиляхово, област Централна Македония.

## География
Селото е в историко-географската област Зъхна, в източната част Сярското поле, в южното подножие на планината Сминица (Меникио). От демовия център Зиляхово (Неа Зихни) е отдалечено на около 5 километра в южна посока.

## История

### В Османската империя
Църквата „Свети Атанасий“ е трикорабна базилика от XIX век.
Гръцка статистика от 1866 година показва Рахова (Ράχοβα) като село с 400 жители гърци и 450 турци.
В „Етнография на вилаетите Адрианопол, Монастир и Салоника“, издадена в Константинопол в 1878 година и отразяваща статистиката на населението от 1873, Рахово (Rahovo) е посочено като село със 140 домакинства и 150 жители мюсюлмани и 280 гърци. В 1889 година Стефан Веркович („Топографическо-этнографическій очеркъ Македоніи“) отбелязва Рахова като село със 102 гагаузки и 50 турски къщи.
Към 1900 година според статистиката на Васил Кънчов („Македония. Етнография и статистика“), населението на Ряхово брои 300 турци и 550 турци християни.
По данни на секретаря на Българската екзархия Димитър Мишев („La Macédoine et sa Population Chrétienne“) през 1905 година в Ряхова (Riahova) има 360 жители гагаузи.

### В Гърция
След Междусъюзническата война в 1913 година селото попада в Гърция. В него са настанени гърци бежанци. Според преброяването от 1928 година селото е със смесено-бежанско население с 35 бежански семейства със 125 души. В 1926 година селото е прекръстено на Месорахи, но официално промяната на името влиза в регистрите в 1927 година.
| Име             | Име          | Ново име    | Ново име    | Описание                                       |
| --------------- | ------------ | ----------- | ----------- | ---------------------------------------------- |
| Хара чешме      | Χαρά Τσεσμέ  | Маври Вриси | Μαύρη Βρύση | чешма на ССИ от Рахово                         |
| Лапатка Папатка | Παπάτκα      | Платирема   | Πλατύρεμα   | река на И от Рахово, десен приток на Драматица |
| Чешме баир      | Τσεσμέ Μπαΐρ | Врисаки     | Βρυσάκι     | възвишение на ЮЮЗ от Рахово                    |
| Сафара          | Σαφάρα       | Ксапостама  | Ξαπόσταμα   | възвишение на ЮЮИ от Рахово                    |